# TJ Rudá hvězda Brno
TJ Rudá hvězda Brno (celým názvem: Tělovýchovná jednota Rudá hvězda Brno) byl československý fotbalový klub, který sídlil v brněnské Ponavě. Po celou svoji existenci patřil klub pod ministerstvo vnitra. V roce 1962 zanikl sloučením se Zbrojovkou.

## Historie klubu
Původní policejní klub byl založen roku 1946 jako AFK SNB Brno (Atletický a fotbalový klub Sboru národní bezpečnosti Brno). Až roku 1952 však došlo k definitivnímu zařazení pod ministerstvo vnitra jako RH Brno a ke vzniku armádního celku, který byl okamžitě nasazen do druhé nejvyšší soutěže. Roku 1953 vystupoval jako ÚD RH Brno, od 1954 už jako TJ RH Brno. V roce 1956 vyhrál svou skupinu 2. ligy a postoupil do nejvyšší soutěže. V první sezóně v 1. lize Rudá hvězda obsadila 7. místo s 33 body. Již následující rok klub obsadil 5. místo, které se mu již nikdy nepovedlo zopakovat. Sezóna 1959/60 již nebyla moc úspěšná, klub obsadil 10. místo a jen díky výhře v československém poháru se mohl zúčastnit prvního ročníku Poháru vítězů pohárů. V kvalifikaci poháru nastoupila Rudá hvězda proti východoněmeckému týmu Vorwärts Berlín proti kterému prvně prohrála 2:1, ale následně doma vyhrála 2:0 a postoupila dále. Ve čtvrtfinále se klub utkal s jugoslávským klubem Dinamo Zagreb proti kterému prvně remizoval, ale ve druhém utkání prohrál 2:0. V lize si pak klub vedl nejhůře v historii a skončil na celkovém sestupovém 12. místě. Rudá hvězda ihned po sestupu svou skupinu 2. ligy v ročníku 1961/62 vyhrála a za normálních okolností by postupovala zpět do ligy. Vzhledem k reorganizaci armádní tělovýchovy bylo po sezóně rozhodnuto, že TJ Rudá Hvězda Brno bude rozpuštěna a její hráči přejdou do jiných brněnských oddílů. V rámci oddílů kopané tak došlo v roce 1962 k fúzi mezi TJ Spartak Brno ZJŠ a TJ RH Brno, která si vybojovala účast v nejvyšší soutěži pro ročník 1962/63. Tam už vystupovala pod názvem TJ Spartak Brno ZJŠ.
Rudá hvězda Brno byla historicky 4. brněnským účastníkem nejvyšší soutěže (po SK Židenice – 1933/34, Moravské Slavii Brno – 1935/36, ZSJ MEZ Židenice – 1952 a před Spartakem KPS Brno – 1961/62). Díky fúzi náleží statistická historie klubu pod Zbrojovku Brno, jak o tom rozhodla Pracovní skupina pro statistiku a historii při ČMFS (dnes FAČR).

## Úspěchy A–týmu
| Domácí medaile                                                |
| - Spartakiádní pohár (1× vítěz) - – TJ Rudá hvězda Brno: 1960 |
| Menší úspěchy                                                 |
| - Perleťový pohár (1× vítěz) - – TJ Rudá hvězda Brno: 1955    |

## Umístění v jednotlivých sezónách
Legenda: Z – zápasy, V – výhry, R – remízy, P – porážky, VG – vstřelené góly, OG – obdržené góly, +/− – rozdíl skóre, B – body, červené podbarvení – sestup, zelené podbarvení – postup, fialové podbarvení – reorganizace, změna skupiny či soutěže
| Československo (1952–1962) |                                          |        |    |    |   |    |    |    |     |    |        |
| Sezóny                     | Liga                                     | Úroveň | Z  | V  | R | P  | VG | OG | +/− | B  | Pozice |
| 1952                       | Krajský přebor – Brno                    | 2      | 22 | 9  | 4 | 11 | 55 | 70 | −15 | 22 | 6.     |
| 1953                       | Celostátní československá soutěž – sk. B | 2      | 11 | 9  | 0 | 2  | 45 | 19 | +26 | 18 | 2.     |
| 1954                       | Celostátní československá soutěž – sk. B | 2      | 18 | 12 | 2 | 4  | 58 | 26 | +32 | 26 | 2.     |
| 1955                       | Celostátní československá soutěž – sk. B | 2      | 22 | 12 | 3 | 7  | 52 | 27 | +25 | 27 | 5.     |
| 1956                       | II. liga – sk. B                         | 2      | 22 | 17 | 3 | 2  | 69 | 17 | +52 | 37 | 1.     |
| 1957/58                    | 1. liga                                  | 1      | 33 | 13 | 7 | 13 | 46 | 46 | 0   | 33 | 7.     |
| 1958/59                    | 1. liga                                  | 1      | 26 | 13 | 1 | 12 | 44 | 43 | +1  | 27 | 5.     |
| 1959/60                    | 1. liga                                  | 1      | 26 | 10 | 3 | 13 | 34 | 37 | −3  | 23 | 10.    |
| 1960/61                    | 1. liga                                  | 1      | 26 | 7  | 6 | 13 | 37 | 45 | −8  | 20 | 12.    |
| 1961/62                    | II. liga – sk. B                         | 2      | 22 | 16 | 3 | 3  | 54 | 13 | +41 | 35 | 1.     |

### Dodatečné informace
- 1952: Po sezóně byla RH Brno administrativně přeřazena do 2. nejvyšší soutěže.
- 1953: Tento ročník byl hrán jednokolově. Po sezóně musela RH Brno uhájit druholigovou účast ve vyzývacím dvojzápase proti krajskému přeborníkovi, jímž byl Sokol Lanžhot. První utkání v Lanžhotě mělo být sehráno již ve středu 15. listopadu 1953,[2] nakonec se hrálo přesně o týden později ve středu 22. listopadu 1953 a Lanžhot v něm zvítězil 2:1.[3] Odveta se hrála ve středu 29. listopadu 1953 v Brně a byla jasnou záležitostí Rudé hvězdy, která vyhrála vysoko 8:0.[4] Přestože hrál Sokol Lanžhot obětavě a jeho brankář Drahomír Maděřič byl mužstvu velkou oporou, na Bubníka a spol. nestačil.[4] RH Brno tak obhájila účast ve druhé nejvyšší soutěži.

## Přehled výsledků v evropských pohárech
| Sezóna  | Soutěž                            | Soupeř          | 1. zápas | 2. zápas | Celkem |
| ------- | --------------------------------- | --------------- | -------- | -------- | ------ |
| 1960/61 | Pohár vítězů pohárů (předkolo)    | Vorwärts Berlín | 1:2      | 2:0      | 3:2    |
|         | Pohár vítězů pohárů (čtvrtfinále) | Dinamo Záhřeb   | 0:0      | 0:2      | 0:2    |

## Dunajský pohár 1958
V prvním kole poháru, kterého se účastnila nejlepší východoevropská mužstva, vyřadila Rudá hvězda Brno maďarský Salgótarján, ve čtvrtfinále postoupila losem přes jugoslávskou Vojvodinu Novi Sad, v semifinále vyřadila Tatran Prešov. Ve finále podlehla výtečnému mužstvu své bělehradské jmenovkyně.

### Zápasy Rudé hvězdy Brno v Dunajském poháru 1958
| Datum         | Místo konání | Soupeř                 | Výsledek   | Střelci branek                                                 |
| ------------- | ------------ | ---------------------- | ---------- | -------------------------------------------------------------- |
| NE 25.05.1958 | Brno         | Salgótarjáni BTC       | výhra 3:0  | 14. Přáda, 68. Z. Hajský, 72. Koláček                          |
| SO 31.05.1958 | Salgótarján  | Salgótarjáni BTC       | prohra 1:3 | Jagodics 2, Bodon – 32. Danda                                  |
| NE 08.06.1958 | Novi Sad     | Vojvodina Novi Sad     | remíza 0:0 | žádní                                                          |
| SO 14.06.1958 | Brno         | Vojvodina Novi Sad     | remíza 0:0 | žádní                                                          |
| NE 22.06.1958 | Prešov       | Tatran Prešov          | remíza 0:0 | žádní                                                          |
| SO 28.06.1958 | Brno         | Tatran Prešov          | výhra 3:0  | 8. Danda, 22. V. Bubník, 80. Z. Hajský                         |
| NE 06.07.1958 | Bělehrad     | Crvena Zvezda Bělehrad | prohra 1:4 | 6. a 59. Kostić, 5. Milošević, 86. Milanović – 39. Koláček     |
| SO 12.07.1958 | Brno         | Crvena Zvezda Bělehrad | prohra 2:3 | 50. a 76. Z. Hajský – 5. Kostić, 14. Šekularac, 46. Milošević. |

## TJ Rudá hvězda Brno „B“
TJ Rudá hvězda Brno „B“ byl rezervním týmem brněnské Rudé hvězdy. Po sezoně 1961/62 byla Rudá hvězda sloučena se Spartakem ZJŠ Brno a z bývalých B-mužstev obou klubů bylo vytvořeno C-mužstvo a D-mužstvo Spartaku ZJŠ Brno. Mužstvo TJ Spartak ZJŠ Brno „C“ startovalo v sezoně 1962/63 v Jihomoravském krajském přeboru a mužstvo TJ Spartak ZJŠ Brno „D“ nastupovalo v I. třídě.

### Umístění v jednotlivých sezonách
Legenda: Z – zápasy, V – výhry, R – remízy, P – porážky, VG – vstřelené góly, OG – obdržené góly, +/− – rozdíl skóre, B – body, červené podbarvení – sestup, zelené podbarvení – postup, fialové podbarvení – reorganizace, změna skupiny či soutěže
| Československo (1953–1962) |                                       |        |    |   |   |   |    |    |     |   |        |
| Sezóny                     | Liga                                  | Úroveň | Z  | V | R | P | VG | OG | +/− | B | Pozice |
| 1953                       | Krajský přebor – Brno                 | 3      | 11 | 1 | 1 | 9 | 17 | 38 | −21 | 3 | 12.    |
| …                          |                                       |        |    |   |   |   |    |    |     |   |        |
| 1961/62                    | I. třída Jihomoravského kraje – sk. C | 4      | 26 | … | … | … | …  | …  | …   |   | 1.     |